# Piłka nożna na Światowych Wojskowych Igrzyskach Sportowych 2011 – turniej kobiet
Piłka nożna kobiet na Światowych Wojskowych Igrzyskach Sportowych 2011 – turniej w piłce nożnej, który odbył się w brazylijskim Rio de Janeiro w dniach 16–24 lipca 2011 roku podczas igrzysk wojskowych.

## Medaliści
| Złoto | Srebro | Brąz |
| Brazylia Ana Freitas Maycon Bárbara Ferreira Carla Oliveira Cecília Silva Daniele Batista Danielle Silva Gisiane Figueiredo Kátia Cilene Luana Liberato Maria Alves Maria Mariano Melissa Sodré Michele Reis Rebeca Oliveira Roberta Lima Tânia Maranhão Tatiane da Silva Thessa de Paula Vanessa Cataneo | Niemcy Barbara Legrand Carolin Schwartze Chadia Freyhat Christina Sodar Dorr Conny Pohlers Corinna Sartorius Corinne-Yvone Holtgraeve Jasmin Hommel Jasmin Liebl Jasmin Wollmisterdt Jennifer Holtgraeve Jenny Napieraj Kerstin Stegemann Lisa Weiss Maren Toerne Marie Fuhr Nina Bornkessel Nina Mittrop Stephanie Borold Vanessa Skradde | Holandia Anne Bih Daisy Jansen Daisy von Werenbeen Daphne Smit Jessica Torny Jesue Karl Judith Kuipers Kim Dyhstra Kim van Zent Leoni Tromp Loes Oostrom Maartje Hommeles Nathalie Donhersloot Petra Dugardein Rebecca Tousalwa Salma de Koh Sure Scheerdek Wendy van de Wiel |

## Uczestniczki
- Brazylia
- Francja
- Holandia
- Kanada
- Niemcy
- Stany Zjednoczone

## System rozgrywek
W turnieju brało udział łącznie 6 drużyn, które w pierwszej rundzie rywalizowały w dwóch grupach. Dwie pierwsze drużyny z każdej z grup awansowały do dalszych gier. Zespoły z miejsc 3. rywalizowały o pozycję 5–6. Mecze odbywały się na czterech stadionach, trzech w Rio de Janeiro (Centro de Instrução Almirante Graça Aranha, Escola de Educação Física do Exército i Estádio São Januário) oraz na stadionie Giulite Coutinho w Mesquita.

## Faza grupowa
| Legenda | Legenda                |
| ------- | ---------------------- |
|         | Faza finałowa (1 – 4)  |
|         | Mecz o miejsce 5. – 6. |

### Grupa A
| Zespół   | Pkt | M | W | R | P | Br+ | Br− | +/− |
| -------- | --- | - | - | - | - | --- | --- | --- |
| Brazylia | 6   | 2 | 2 | 0 | 0 | 14  | 1   | +13 |
| Francja  | 3   | 2 | 1 | 0 | 1 | 6   | 5   | +1  |
| Kanada   | 0   | 2 | 0 | 0 | 2 | 1   | 15  | −14 |

| 16 lipca 2011 10:00 (UTC-03:00) | Brazylia · Kátia Cilene 4', 78', Michele Reis 24', Melissa Sodré 26' | 4:1(2:0)Raport | Francja · Cynthia Gueho 85' | Estádio São Januário, Rio de Janeiro Sędzia: USA Margaret Domka |
|                                 |                                                                      |                |                             |                                                                 |

| 18 lipca 2011 10:00 (UTC-03:00) | Kanada · Sharon Cummings 58' | 1:5(0:3) | Francja · Dolores Silvestri 1', 7', 44', Carole Grajon 63', Katia Degrande 81' (k) | Centro de Instrução Almirante Graça Aranha, Rio de Janeiro Sędzia: USA Margaret Domka |
|                                 |                              |          |                                                                                    |                                                                                       |

| 20 lipca 2011 10:00 (UTC-03:00) | Brazylia · Kátia Cilene 2', 17', 22', 44', · Rebeca Oliveira 43', 75', Cecília Silva 4', Michele Reis 53', Maria Mariano 65', Daniele dos Santos 85' | 10:0(6:0) | Kanada | Escola de Educação Física do Exército, Rio de Janeiro Sędzia: USA Margaret Domka |
|                                 | |           |        |                                                                                  |

### Grupa B
| Zespół            | Pkt | M | W | R | P | Br+ | Br− | +/− |
| ----------------- | --- | - | - | - | - | --- | --- | --- |
| Niemcy            | 3   | 2 | 2 | 0 | 1 | 6   | 5   | +1  |
| Holandia          | 3   | 2 | 2 | 0 | 1 | 3   | 3   | 0   |
| Stany Zjednoczone | 3   | 2 | 2 | 0 | 1 | 3   | 4   | −1  |

| 16 lipca 2011 10:00 (UTC-03:00) | Niemcy · Vanessa Skradde 6', 41' (k) | 2:3(2:3) | Holandia · Leoni Tromp 13', Salma de Koh 27', Anne Bih 29' | Centro de Instrução Almirante Graça Aranha, · Rio de Janeiro · Sędzia: Brazylia Simone Silva |
|                                 |                                      |          |                                                            |                                                                                              |

| 18 lipca 2011 14:00 (UTC-03:00) | Stany Zjednoczone · Cianna Weilke 29', Brittney Perkowski 67' | 2:4(1:3) | Niemcy · Conny Pohlers 40', 45+1', 53', Nina Bornkessel 25' | Centro de Instrução Almirante Graça Aranha, · Rio de Janeiro · Sędzia: Surinam Deborah Zebeda |
|                                 |                                                               |          |                                                             |                                                                                               |

| 20 lipca 2011 14:00 (UTC-03:00) | Holandia · Wendy Emminger 2' | 0:1(0:1) | Stany Zjednoczone | Escola de Educação Física do Exército, · Rio de Janeiro · Sędzia: Francja Severine Craipeau |
|                                 |                              |          |                   |                                                                                             |

## Faza pucharowa

### Półfinały
Faza pucharowa (1/2 finału) rozgrywana była systemem pucharowym, z jednym dodatkowym meczem o trzecie miejsce.
Drabinka
|  |                           |           |           |                           |   |          |          |       |
|  | Półfinały                 | Półfinały | Półfinały |                           |   | Finał    | Finał    | Finał |
|  | Półfinały                 | Półfinały | Półfinały |                           |   | Finał    | Finał    | Finał |
|  | 22 lipca – Mesquita       |           |           |                           |   |          |          |       |
|  |                           |           |           |                           |   |          |          |       |
|  | Brazylia                  | Brazylia  | 5         |                           |   |          |          |       |
|  | Brazylia                  | Brazylia  | 5         | 24 lipca – Rio de Janeiro |   |          |          |       |
|  | Holandia                  | Holandia  | 0         |                           |   |          |          |       |
|  | Holandia                  | Holandia  | 0         |                           |   | Brazylia | Brazylia | 5     |
|  | 22 lipca – Rio de Janeiro |           |           |                           |   | Brazylia | Brazylia | 5     |
|  |                           |           | Niemcy    | Niemcy                    | 0 |          |          |       |
|  | Niemcy                    | Niemcy    | Niemcy    | Niemcy                    | 0 | 4        |          |       |
|  | Niemcy                    | Niemcy    |           |                           |   |          |          |       |
|  | Francja                   | Francja   | 1         |                           |   |          |          |       |
|  | Francja                   | Francja   | 1         | Mecz o 3. miejsce         |   |          |          |       |
|  |                           |           |           |                           |   |          |          |       |
|  | 24 lipca – Rio de Janeiro |           |           |                           |   |          |          |       |
|  |                           |           |           |                           |   |          |          |       |
|  | Holandia                  | Holandia  | 2         |                           |   |          |          |       |
|  | Holandia                  | Holandia  | 2         |                           |   |          |          |       |
|  | Francja                   | Francja   | 0         |                           |   |          |          |       |
|  | Francja                   | Francja   | 0         |                           |   |          |          |       |

| 22 lipca 2011 10:00 (UTC-03:00) | Brazylia · Kátia Cilene 21', 48' (k), Andréia dos Santos 61', Bárbara Ferreira 86' | 5:0(1:0) | Holandia | Estádio Giulite Coutinho, Mesquita · Sędzia: Surinam Deborah Zebeda |
|                                 |                                                                                    |          |          |                                                                     |

| 22 lipca 2011 10:00 (UTC-03:00) | Niemcy · Conny Pohlers 60', 90', 90+2', · Vanessa Skradde 27' | 4:1(1:1) | Francja · Elodie Lizzano 36' | Centro de Instrução Almirante Graça Aranha, Rio de Janeiro Sędzia: USA Margaret Domka |
|                                 |                                                               |          |                              |                                                                                       |

### Mecz o miejsce 5-6
| 22 lipca 2011 14:00 (UTC-03:00) | Stany Zjednoczone · Amy Zwiers 19', Kristen Wolverton 39', Wendy Emminger 59', Rachael Emory 84' | 4:1(2:0) | Kanada · Andrea Perry 90' | Centro de Instrução Almirante Graça Aranha, · Rio de Janeiro · Sędzia: Brazylia Simone Silva |
|                                 |                                                                                                  |          |                           |                                                                                              |

### Mecz o 3. miejsce
| 24 lipca 2011 9:00 (UTC-03:00) | Holandia · Jessica Torny 15', 88' | 2:0(1:0) | Francja | Estádio São Januário, Rio de Janeiro · Sędzia: Niemcy Patrick Schult |
|                                |                                   |          |         |                                                                      |

### Finał
| 24 lipca 2011 11:00 (UTC-03:00) | Brazylia · Kátia Cilene 23', 24', · Daniele dos Santos 73' (k), 90', · Barbara Ferreira 87' | 5:0(2:0) | Niemcy | Estádio São Januário, Rio de Janeiro · Sędzia: Francja Severine Craipeau |
|                                 |                                                                                             |          |        |                                                                          |

## Klasyfikacja końcowa
| Miejsce | Reprezentacja     | Punkty | Bramki +/− | Bramki zdobyte |
| ------- | ----------------- | ------ | ---------- | -------------- |
| złoto   | Brazylia          | 12     | 23         | 24             |
| srebro  | Niemcy            | 6      | −1         | 10             |
| brąz    | Holandia          | 6      | 3          | 6              |
| 4.      | Francja           | 3      | −4         | 7              |
| 5.      | Stany Zjednoczone | 6      | 2          | 7              |
| 6.      | Kanada            | 0      | −19        | 2              |